# Shillahill Bridge
Die Shillahill Bridge ist eine Straßenbrücke nahe der schottischen Ortschaft Lockerbie in der Council Area Dumfries and Galloway. 1971 wurde das Bauwerk in die schottischen Denkmallisten zunächst in der Kategorie B aufgenommen. Die Hochstufung in die höchste Denkmalkategorie A erfolgte 1988.

## Beschreibung
Die rund drei Kilometer westlich von Lockerbie gelegene Shillahill Bridge entstand Mitte des 19. Jahrhunderts. Der Mauerwerksviadukt führt die A709 (Lockerbie–Dumfries) über den Annan. Die Bogenbrücke ist mit fünf flachen Segmentbögen gearbeitet, von denen der zentrale die größte Weite aufweist. Die äußeren Bögen verlaufen über Land und sind als Entlastungsbögen bei Hochwasser konzipiert. Das Mauerwerk der Shillahill Bridge besteht aus roten, an vielen Stellen bossierten Steinquadern. An den Pfeilern treten beidseitig spitze Eisbrecher heraus. Auf Höhe der Fahrbahn verläuft ein Gurtgesims. Gemauerte Brüstungen begrenzen die Fahrbahn. An beiden Auffahrten fächern sie auf. Sie schließen mit Natursteinkappen ab.